# Cuíca-pequena
Cuíca-pequena (nome científico: Cryptonanus agricolai), também conhecido popularmente como catita, é uma espécie de marsupial da família dos didelfiídeos (Didelphidae). Endêmica do Brasil, pode ser encontrado nos biomas da Caatinga e Cerrado. Foi batizado em homenagem ao médico brasileiro Ernani Agricola.

## Distribuição
A cuíca-pequena é endêmica do Cerrado e da Caatinga e também foi coletada em zonas de contato entre esses biomas e a Amazônia nos estados do norte do Mato Grosso e sudoeste do Piauí. Registros de cuíca-pequena na Mata Atlântica foram obtidos a partir de fezes de Coruja-das-torres (Tyto alba) e podem corresponder a indivíduos capturados no Cerrado, na Caatinga, ou ambos. pois essas corujas podem se alimentar por longas distâncias, até aproximadamente 31 quilômetros
A atual distribuição conhecida de cuíca-pequena inclui os estados brasileiros do Ceará, Goiás, Mato Grosso, Mato Grosso do Sul, Minas Gerais, Pernambuco, Piauí, Sergipe e Tocantins (Voss et al. (2005), Bezerra et al. (2009 e 2014), Bonvicino et al. (2012), Gómes et al (2015), Gurgel-Filho et al. (2015), Hannibal e Neves-Godoi (2015), de la Sancha e D'Elía 2015). O registro de um exemplar no estado de São Paulo foi mencionado na literatura por Martin et al. (2012), mas foram feitos com base em animais que foram liberados (ou seja, não há exemplares disponíveis para uma avaliação) e identificados usando critérios não relatados.

## Descrição
A cuíca-pequena trata-se de um pequeno marsupial didelfiídeo (Moojen, 1943), com comprimento da cabeça e corpo entre 82 e 89 milímetros, comprimento da cauda entre 104 e 105 milímetros e massa corporal em torno de 18 gramas. Apresenta uma estreita faixa de pelos escuros ao redor dos olhos, pelagem dorsal marrom-acinzada e ventral, em geral, homogeneamente esbranquiçada, sem base cinza. Sua cauda é preênsil, coberta por diminutos pelos quase invisíveis a olho nu. O dorso do focinho entre os olhos é bem mais claro que o dorso do corpo, apresentando a região periocular escura pouco desenvolvida. A região subocular é mais clara. As orelhas são curtas e apresentam a região externa do pavilhão de coloração castanho clara. A pelagem na base do lado externo da orelha é levemente  alaranjada Os pés são pequenos com garras pouco desenvolvidas. As fêmeas não possuem marsúpio.[carece de fontes?]
O cariótipo de cuíca-pequena inclui 14 cromossomos com 24 braços principais (2n = 14, FN = 24).

### Comparações
A cuíca-pequena e Gracilinanus agilis são muito semelhantes externamente. A cuíca-pequena possui a região escura periocular menos desenvolvida que em G. agilis e Marmosa murina. A região interorbital é mais clara que nas duas últimas espécies. A cuíca-pequena não apresenta aberturas laterais no palato nem forame oval secundário como em G. agilis.[carece de fontes?]

## Habitat e Comportamento
Animal noturno e semiarborícola. No Ceará, foi registrado próximo a brejo de altitude no Crato. Registrado também na Serra de Baturité, a 300 quilômetros do Crato, também é em um brejo de altitude. Wellington Hannibal Lopes afirma que os espécimes de cuíca-pequena utilizam principalmente o solo e o sub-bosque ocorrendo eventualmente no subdossel.

## Ecologia

### Dieta
Os animais do gênero Cryptonanus ocupam um nicho oportunista, e a dieta da cuíca-pequena é baseada em folhas, frutos e artrópodes.

### Predadores
Foi constatada a predação de indivíduos de cuíca-pequena por indivíduos de coruja-das-torres (Tyto alba) e Tyto furcata.

## Estado de Conservação
A lista vermelha da IUCN. Ver. 3.1 atribuiu a categoria "Dados Deficientes" à cuíca-pequena. A espécie não foi incluída na lista oficial de espécies ameaçadas do Brasil (ICMBio-MMA 2016).